# Dicranomyia octava
Dicranomyia octava là một loài ruồi trong họ Limoniidae. Chúng phân bố ở miền Australasia.